# مكورة مزدوجة

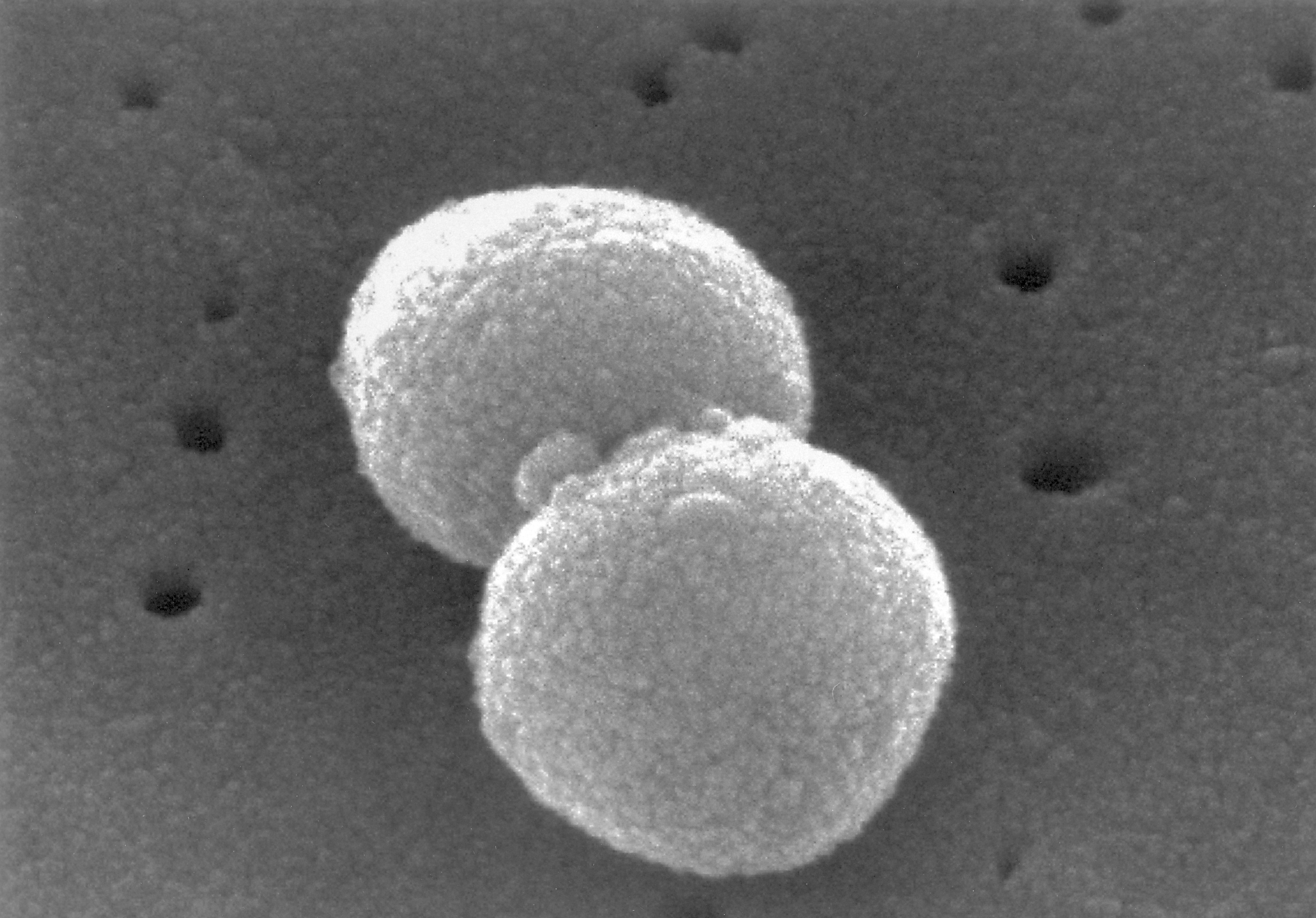

المُكَورة المُزدَوجة (بالإنجليزية: Diplococcus)‏ هيَ بكتيريا مستديرة (من المُكورات) تتواجد عادةً على شكل خليتين مُتلاصقتين (مزدوجة)، ومن الأمثلة عليها:
- الُمكورات المزدوجة سلبية غرام:
  - النَّيسرية.
  - الموراكسيلا النزلية.
  - الراكدة.
  - البروسيلا.
- الُمكورات المزدوجة موجبة غرام:
  - المكورة الرئوية.
  - المكورة المعوية.

## التسمية
المُكَورة المُزدَوجة وَجمعُها المُكورات المُزدَوجة، وكلمة (diplococcus) تتكون من مقطعين الأول (diplo) ويعني مُزدوج، والثاني (coccus) وتعني التُوت (إشارةً إلى شكلها الكروي أو البيضاوي، أي شكلها مستدير بشكل عام).